# Tamopsis circumvidens
Tamopsis circumvidens là một loài nhện trong họ Hersiliidae. T. circumvidens được miêu tả năm 1987 bởi Martin Baehr & Barbara Baehr.